# Devanagari
Devanagari (देवनागरी) je abugida pismo koje se koristi zajedno s drugim pismima, za pisanje nekoliko indijskih jezika, između ostalog, sanskrta, hindija, maratija, sindija, biharskog, bhilija, marvarskog, konkani, bhojpuri, i jezika koji se govore u Nepalu, poput nepalskog, tharu, bhasa i ponekad kašmirskog i romskog. Piše se s lijeva na desno.
Pismo je izvedeno iz znatno starijeg pisma brahmija, koje je korišteno već u trećem stoljeću prije Krista.
Silabičkog (slogovnog) je tipa, s odgovarajućim znacima za svaki slog. Najstariji sačuvani tekstovi na ovom sepismu javljaju od 7. stoljeća.